# Verfassunggebende Versammlung Ägyptens
Die Verfassunggebende Versammlung Ägyptens (arabisch الجمعية التأسيسية, DMG al-Ǧamʿiyya at-Taʾsīsiyya) von 2012 ist das Komitee für die Erstellung einer neuen Verfassung der Republik Ägypten.
Die Versammlung ist durch überkonstitutionelle Prinzipien beschränkt. Vize-Regierungschef Ali al-Selmi veröffentlichte am 1. November 2011 die Richtlinien (supra-constitutional principles). Sie sehen unter anderem vor, dass das Militär über dem Parlament steht und der Armee weitgehende Autonomie garantiert wird. Unter politischem Druck wurden einige Richtlinien in den folgenden Tagen noch geändert.
Bis zum 12. Dezember 2012 wird der endgültige Entwurf vorgelegt. Der Volksentscheid über den Verfassungsentwurf soll am 15. Dezember 2012 stattfinden. Zwei Monate nach der Annahme einer Verfassung per Volksentscheid sollten Parlamentswahlen abgehalten werden. Diese wurden nach dem Sturz Mursis inzwischen auf 2015 verschoben.

## Ablauf
Das ursprünglich 100-köpfige Gremium wurde durch die beiden Kammern des Parlaments (Volksversammlung und Schura-Rat) gewählt. Mittlerweile haben mehr als ein Dutzend Mitglieder die Arbeit eingestellt, zumeist aufgrund der Kritik an der Dominanz der Muslimbrüder und der Salafisten im Gremium; viele gesellschaftliche Gruppen wie die Frauenbewegung, koptische Christen, Nubier und Beduinen fühlen sich ausgeschlossen.
Als Folge dessen wird der ausgearbeitete Verfassungsentwurf von Nichtregierungsorganisationen wie Human Rights Watch stark kritisiert, da der Kern vieler Rechte durch Einschränkungen und vage Formulierungen zerstört werde. Manche Menschenrechtler betrachten die neue Verfassung als schlechter als alle bisherigen Verfassungen.
Am 29. und 30. November 2012 beschloss die Verfassungsgebende Versammlung einen Verfassungsentwurf, der zunächst Präsident Mohammed Mursi vorgelegt und binnen zwei Wochen zur Volksabstimmung gestellt werden soll. Liberale, linke, säkulare und christliche Mitglieder der Versammlung blieben den letzten Sitzungen der Versammlung sowie der Abstimmung aus Protest fern. Sie kritisieren u. a., dass der Entwurf die „Grundsätze der Scharia“ zur „Hauptquelle der Gesetzgebung“ erkläre. Kritisiert wurde ein Passus, der eine Anrufung der al-Azhar-Universität bei den das islamische Recht betreffenden Fragen vorsieht. Weitere Absätze lassen Kritikern zufolge großen Spielraum für fragwürdige Interpretationen. Präsident Mursi hatte in der Woche zuvor seine Beschlüsse für unanfechtbar durch die Justiz erklärt, bis eine neue Verfassung verabschiedet sei. Elijah Zarwan, Mitglied des European Council on Foreign Relations, wertete diese Erklärung als Druckmittel gegenüber der Bevölkerung zur Annahme der Verfassung.

## Zusammensetzung
Die Parteizugehörigkeiten nach der Wahl sind aktuell wie folgt:
| Zugehörigkeit    | Zugehörigkeit                         | Mitglieder   | Mitglieder         |
| Zugehörigkeit    | Zugehörigkeit                         | Wahlergebnis | Stand 9. Juni 2012 |
| ---------------- | ------------------------------------- | ------------ | ------------------ |
|                  | Freiheits- und Gerechtigkeitspartei   |              | 16                 |
|                  | Partei des Lichts                     |              | 8                  |
|                  | Neue Wafd-Partei                      |              | 5                  |
|                  | Ägyptische Sozialdemokratische Partei |              | 2                  |
|                  | Konferenzpartei                       |              | 2                  |
|                  | Aufbau- und Entwicklungspartei        |              | 1                  |
|                  | al-Wasat-Partei                       |              | 1                  |
|                  | Reform- und Entwicklungspartei        |              | 1                  |
|                  | Sozialistische Volksallianz           |              | 1                  |
|                  | Partei der Würde                      |              | 1                  |
|                  | Unabhängige                           |              | 61                 |
| Gesamtmitglieder | Gesamtmitglieder                      | 88           | 88                 |
|                  | vakant                                | 12           | 12                 |
| Gesamtsitze      | Gesamtsitze                           | 100          | 100                |